# Adam Patačić
Adam Aleksandar Patačić (in ungherese: Ádám Sándor Patachich; Zajezda, 18 febbraio 1716 – Kalocsa, 19 luglio 1784) è stato un arcivescovo cattolico nel regno d'Ungheria e nobile croato (dal 1735 barone di Zajezda)..Fu vescovo di Gran Varadino e successivamente arcivescovo metropolita di Kalocsa-Bács.

## Biografia
Avviato alla carriera ecclesiastica, dopo i primi studi fatti a Zagabria, Graz e presso il Collegio Croato di Vienna (dove discusse una tesi dedicata all'Imperatore), nel novembre del 1735 si recò al Collegio Germanico e Ungarico di Roma. Adam trascorse con profitto gli anni di studio a Roma.
A Roma frequentò con il nome di Syrasius Acrotophoricus, l'Arcadia romana dal 1739, non smettendo mai di scrivere componimenti poetici in latino.
Finiti gli studi al Collegio Germanico e Ungarico, nel 1739 tornò subito in patria. Nel 1740 fu nominato abate di Abraham, nel 1741 canonico della cattedrale di Zagabria (fino al 1760), nel 1751 vescovo eletto di Novi e consigliere della Cancelleria del regno.
Il 29 agosto 1759 ottenne la nomina di vescovo di Gran Varadino (confermato dal papa il 28 gennaio 1760) e spano della contea di Bihar. A Gran Varadino Patačić trovò una realtà ecclesiastica abbastanza viva. Fervevano, infatti, i lavori per la costruzione degli edifici della curia, del palazzo dei canonici e della stessa cattedrale (su progetto dell'italiano Giambattista Ricca, e del vescovo predecessore, Pál Forgách). A Gran Varadino Patačić creò intorno a sé una vera e propria corte, a cui accorrevano letterati, musicisti e teatranti da tutto l'impero. Nel teatro della sua residenza venivano rappresentate numerose opere, la cui direzione musicale era affidata a compositori eccellenti come Michael Haydn e Karl Ditters. Durante gli anni trascorsi a Gran Varadino Patačić rimase in contatto con Roma, come dimostrano i regolari invii di vino Tokaji al cardinale Albani.
L'8 marzo 1776 Adam Patačić fu trasferito da Gran Varadino a Kalocsa (confermato: 16 settembre), sede arcivescovile metropolitana già ricoperta dallo zio Gabriel Herman Antun.
A Kalocsa riuscì a far completare il blocco centrale e l'ala est del palazzo episcopale, intorno al quale fece realizzare un giardino alla francese, mentre tutto intorno al complesso architettonico vennero realizzati giardini all'inglese (Patačić voleva, infatti, dare alla sua residenza un carattere decisamente "arcadico"). La Bibliotheca Patachichiana, custodita ancora a Kalocsa, fu una delle biblioteche più grandi in Ungheria. L'arcivescovo come preside dell'Università di Buda fu uno dei personaggi più importanti per la riforma educativa dopo la Ratio Educationis del 1777.

## Genealogia episcopale
La genealogia episcopale è:
- Cardinale Scipione Rebiba
- Cardinale Giulio Antonio Santori
- Cardinale Girolamo Bernerio, O.P.
- Arcivescovo Galeazzo Sanvitale
- Cardinale Ludovico Ludovisi
- Cardinale Luigi Caetani
- Cardinale Ulderico Carpegna
- Cardinale Paluzzo Paluzzi Altieri degli Albertoni
- Cardinale Flavio Chigi
- Papa Clemente XII
- Cardinale Giovanni Antonio Guadagni, O.C.D.
- Cardinale Cristoforo Migazzi
- Arcivescovo Ádám Patačić